# Avan (Erevan)
Avan (in armeno Ավան?) è un distretto di Erevan, la capitale dell'Armenia, con 51.000 abitanti (dato 2011). È situato nella parte nord-orientale della città.
In origine era una città separata dalla capitale, ma con la crescita continua di quest'ultima ne è diventata parte integrante fino ad essere considerata uno dei dodici distretti cittadini.

## Quartieri
Avan è suddiviso in tre quartieri:
- Avan
- Avan-Arinj
- Aghi Hanq.